# مصطفى عيسى
مصطفى محمد أحمد عيسى واسمه الحركي أبو فراس الغربي (أبو فراس؛ وُلد في 2 يناير 1938 في لفتا – تُوفي في 24 ديسمبر 2018 في عمان) سياسي فلسطيني وأحد أعضاء حركة فتح والمجلس الوطني الفلسطيني. شغل منصب أول محافظٍ لمحافظة رام الله والبيرة وذلك بين عامي 1995 و2005.

## حياته
وُلد مصطفى عيسى في قرية لفتا في قضاء القدس في 2 يناير 1938، كان والده مختارًا للقرية. بعد حرب 1948، هُجرت عائلته بواسطة العصابات الصهيونية ولجأوا إلى حي باب الساهرة في البلدة القديمة بمدينة القدس. حصل على شهادة المترك (الثانوية العامة) من مدارس القدس، وعمل لدى وكالة الأونروا.
انضم إلى حركة فتح في عام 1967. اعتقلته إسرائيل وأبعدته إلى الأردن. بدأ عمله في جهاز الأرض المحتلة منذ عام 1969 في الأردن، ولاحقًا سوريا، لبنان وتونس. عاد إلى الضفة الغربية في عام 1995 بعد اتفاقيات السلام، وعُين محافظًا على محافظة رام الله والبيرة حيث استمر في المنصب حتى إحالته إلى التقاعد في عام 2005. انتقل للعيش في الأردن بعد تقاعده.

## وفاته
تُوفي في 24 ديسمبر 2018 في مدينة عمان ودُفن في مقبرة سحاب الإسلامية.